# Gralla (gmina)
Gralla – gmina targowa w Austrii, w kraju związkowym Styria, w powiecie Leibnitz. Liczy 2251 mieszkańców (1 stycznia 2015).